# Campionato europeo della montagna 2015
Il Campionato europeo della montagna 2015, sessantacinquesima edizione della manifestazione organizzata dalla Federazione Internazionale dell'Automobile, si è svolta tra il 12 aprile e il 20 settembre 2015 su dodici tappe disputatesi in altrettanti Paesi.
Il campione uscente, l'italiano Simone Faggioli si aggiudicò il suo ottavo titolo continentale nella Categoria II, il settimo consecutivo e il secondo al volante della Norma M20 FC-Zytek, vincendo 8 gare sulle 12 disponibili e lasciando le altre quattro al ceco Miloš Beneš su Osella FA30.

In Categoria I il macedone Igor Stefanovski, su Mitsubishi Lancer Evo IX, bissò il titolo vinto nella precedente edizione.
Nella seconda tappa del campionato, il Rechberg-Rennen in Austria, durante le prove ufficiali del sabato perse la vita in un drammatico incidente il pilota ceco Otakar Krámský, presenza stabile negli ultimi trent'anni nelle salite di tutta Europa, al volante della sua Reynard K14; di comune accordo tutti gli altri piloti decisero  di partecipare ugualmente alla gara della domenica, vinta poi da Faggioli, per onorarne la memoria.

## Calendario prove[3]
| Tappa | Data         | Corsa                                                                     | Sede                       | Vincitore                       |
| ----- | ------------ | ------------------------------------------------------------------------- | -------------------------- | ------------------------------- |
| 1     | 12 aprile    | 43éme Course de Côte Internationale Saint-Jean-du-Gard - Col Saint Pierre | Saint-Jean-du-Gard Francia | Simone Faggioli - Norma M20 FC  |
| 2     | 26 aprile    | Grosser Bergpreis von Österreich Rechberg-Rennen                          | Tulwitz Austria            | Simone Faggioli - Norma M20 FC  |
| 3     | 10 maggio    | XLIV Subida Internacional al Fito                                         | Arriondas Spagna           | Simone Faggioli - Norma M20 FC  |
| 4     | 17 maggio    | 36ª Rampa Internacional da Falperra                                       | Braga Portogallo           | Simone Faggioli - Norma M20 FC  |
| 5     | 7 giugno     | Ecce Homo Sternberk                                                       | Šternberk Rep. Ceca        | Simone Faggioli - Norma M20 FC  |
| 6     | 21 giugno    | 7th Hill Climb Limanowa                                                   | Limanowa Polonia           | Miloš Beneš - Osella FA30-Zytek |
| 7     | 5 luglio     | 65ª Trento-Bondone                                                        | Trento Italia              | Simone Faggioli - Norma M20 FC  |
| 8     | 19 luglio    | Dobšinský kopec                                                           | Dobšiná Slovacchia         | Miloš Beneš - Osella FA30-Zytek |
| 9     | 26 luglio    | 20 Internationale ADAC Glasbachrennen                                     | Steinbach Germania         | Miloš Beneš - Osella FA30-Zytek |
| 10    | 16 agosto    | St-Ursanne - Les Rangiers                                                 | Saint-Ursanne Svizzera     | Simone Faggioli - Norma M20 FC  |
| 11    | 30 agosto    | 21. GHD Petrol Ilirska Bistrica 2015                                      | Ilirska Bistrica Slovenia  | Simone Faggioli - Norma M20 FC  |
| 12    | 20 settembre | 34. Buzetski dani                                                         | Buzet Croazia              | Miloš Beneš - Osella FA30-Zytek |

## Classifiche[16]
Venivano scartati i due peggiori risultati ottenuti, di cui uno nelle prime sei gare e uno nelle seconde sei.

### Categoria I
| Pos. | Pilota              | Vettura                     | Gruppo   | Francia (bandiera) | Austria (bandiera) | Spagna (bandiera) | Portogallo (bandiera) | Rep. Ceca (bandiera) | Polonia (bandiera) | Italia (bandiera) | Slovacchia (bandiera) | Germania (bandiera) | Svizzera (bandiera) | Slovenia (bandiera) | Croazia (bandiera) | Punti |                    |
| ---- | ------------------- | --------------------------- | -------- | ------------------ | ------------------ | ----------------- | --------------------- | -------------------- | ------------------ | ----------------- | --------------------- | ------------------- | ------------------- | ------------------- | ------------------ | ----- | ------------------ |
| 1    | Igor Stefanovski    | Mitsubishi Lancer Evo IX    | N+3000   | 25                 | 25                 | 25                | 25                    | (18)                 | 25                 | (15)              | 25                    | 25                  | 25                  | 25                  | 25                 | 250   | foto Rechberg      |
| 2    | Jaromír Malý        | Mitsubishi Lancer Evo VIII  | A+3000   | 25                 | 18                 | 18                | (-)                   | 25                   | 25                 | 10                | 25                    | (-)                 | 18                  | 18                  | 18                 | 200   | foto Rechberg      |
| 3    | Lukáš Vojáček       | Mitsubishi Lancer Evo VIII  | A+3000   | 15                 | (-)                | 25                | 25                    | 18                   | 15                 | 15                | 18                    | 25                  | 25                  | (-)                 | -                  | 181   | foto Rechberg      |
| 4    | Jiří Los            | Mitsubishi Lancer Evo IX    | A+3000   | 15                 | (-)                | 18                | 15                    | 25                   | 15                 | (-)               | 15                    | 18                  | 18                  | -                   | -                  | 139   | foto Rechberg      |
| 5    | Christian Schweiger | Mitsubishi Lancer Evo VIII  | A+3000   | 18                 | 25                 | (-)               | 18                    | -                    | -                  | (-)               | -                     | 18                  | -                   | 25                  | 25                 | 129   | foto Rechberg      |
| 6    | Martin Jerman       | Mitsubishi Lancer Evo IX    | N+3000   | 12                 | (-)                | 12                | 10                    | 15                   | 10                 | (-)               | 10                    | 15                  | 10                  | 15                  | 15                 | 124   | foto Rechberg      |
| 7    | Nikola Miljković    | Mitsubishi Lancer Evo IX    | N+3000   | (-)                | 15                 | 15                | 18                    | 12                   | 12                 | (-)               | (-)                   | -                   | 15                  | 8                   | 18                 | 113   | foto Rechberg      |
| 8    | Gabriella Pedroni   | Mitsubishi Lancer Evo VIII  | A+3000   | (-)                | -                  | -                 | -                     | -                    | 12                 | 8                 | 15                    | 15                  | (-)                 | 10                  | -                  | 60    | foto Bondone       |
| 9    | Tonino Cossu        | Honda Civic Type-R          | N-2000   | 10                 | (-)                | -                 | 12                    | 1                    | -                  | 10                | (-)                   | -                   | 2                   | 4                   | 8                  | 47    | foto Col St.Pierre |
| 10   | Stefan Wiedenhofer  | Mitsubishi Lancer Evo IX R4 | S20+3000 | (-)                | 12.5               | -                 | -                     | 12.5                 | -                  | (-)               | -                     | -                   | -                   | 12.5                | -                  | 37.5  | foto Rechberg      |

Tra parentesi i due risultati scartati

### Categoria II
| Pos. | Pilota           | Vettura            | Gruppo     | Francia (bandiera) | Austria (bandiera) | Spagna (bandiera) | Portogallo (bandiera) | Rep. Ceca (bandiera) | Polonia (bandiera) | Italia (bandiera) | Slovacchia (bandiera) | Germania (bandiera) | Svizzera (bandiera) | Slovenia (bandiera) | Croazia (bandiera) | Punti |                |
| ---- | ---------------- | ------------------ | ---------- | ------------------ | ------------------ | ----------------- | --------------------- | -------------------- | ------------------ | ----------------- | --------------------- | ------------------- | ------------------- | ------------------- | ------------------ | ----- | -------------- |
| 1    | Simone Faggioli  | Norma M20 FC-Zytek | E2-SC 3000 | 25                 | 25                 | 25                | 25                    | 25                   | (-)                | 25                | (-)                   | -                   | 25                  | 25                  | -                  | 200   | foto Rechberg  |
| 2    | Miloš Beneš      | Osella FA30-Zytek  | E2-SS 3000 | (-)                | -                  | 15                | 15                    | 25                   | 25                 | (-)               | 25                    | 25                  | 12                  | 25                  | 25                 | 192   | foto Ecce Homo |
| 3    | Dan Michl        | Lotus Evora        | E2-SH 3000 | 25                 | (-)                | -                 | -                     | 25                   | 15                 | (-)               | 25                    | 15                  | 25                  | 25                  | 25                 | 180   | foto Rechberg  |
| 4    | Fausto Bormolini | Reynard K02        | E2-SS 3000 | (-)                | -                  | 25                | 25                    | 18                   | 15                 | (-)               | 18                    | 18                  | 6                   | 18                  | 15                 | 158   | foto Rechberg  |
| 5    | David Hauser     | Wolf GB08 F1       | E2-SS 3000 | 25                 | 25                 | 12                | (-)                   | -                    | 18                 | 4                 | 15                    | 15                  | 25                  | (-)                 | 18                 | 157   | foto Rechberg  |
| 6    | Vladimír Vitver  | Audi WTTR-DTM      | E2-SH+3000 | (-)                | 2                  | 12                | 9                     | 18                   | 25                 | 18                | 10                    | 25                  | 18                  | 12                  | (-)                | 149   | foto Rechberg  |
| 7    | Martin Šípek     | Lotus Evora WR16   | E2-SH 2000 | (-)                | 10                 | -                 | -                     | 12                   | 10                 | (-)               | 18                    | 8                   | 15                  | 15                  | 18                 | 106   | foto Rechberg  |
| 8    | Petr Vítek       | Osella PA20S       | E2-SC 3000 | (-)                | -                  | 15                | 12                    | -                    | 12.5               | (-)               | 15                    | 12                  | -                   | -                   | 6                  | 72.5  | foto Rechberg  |
| 9    | Patrik Zajelsnik | Norma M20 F V8     | E2-SC 3000 | (-)                | -                  | -                 | -                     | -                    | -                  | (-)               | -                     | 25                  | -                   | 18                  | 25                 | 68    | foto Glasbach  |
| 10   | Oskar Beneš      | Ford Fiesta RS WRC | E2-SH+3000 | 18                 | (-)                | -                 | -                     | 8                    | -                  | (-)               | 15                    | -                   | 12                  | -                   | -                  | 53    | foto Dobsinsky |

Tra parentesi i due risultati scartati